# HMS Arethusa (26)
«Аретюза» (26) (англ. HMS Arethusa (26) — військовий корабель, головний у серії легких крейсерів типу «Аретюза» Королівського військово-морського флоту Великої Британії.

## Історія створення
Крейсер «Аретюза» (26) був закладений 25 січня 1933 року на корабельні Chatham Dockyard, Джілінгам (Велика Британія) і спущений на воду 6 березня 1934 року. До складу Королівського ВМС крейсер увійшов 23 травня 1935 року.

## Історія служби

### Перші операції
Відразу після введення до строю корабель був направлений на Середземне море, де беззмінно знаходився до вересня 1939 року у складі 3-ї ескадри крейсерів. Війна, що почалася, змусила відкласти запланований ремонт і переозброєння крейсера, тому він опинився єдиним, який зберіг первісний комплект зенітного озброєння.
У грудні 1939 року «Аретюза» разом з легкими крейсерами її класу «Пенелопою» і «Галатєєю» була відкликана зі Середземноморського театру. З четвірки однотипних кораблів у складі Флоту метрополії сформували 2-гу ескадру крейсерів, яка використовувалась головним чином для перехоплення німецьких пробивачів блокади і прикриття конвоїв, що курсують маршрутом Метил—Берген. У лютому «Аретюза» на чолі дивізіону есмінців брала участь у пошуках судна постачання «Альтмарк» біля берегів Скандинавського півострова.
У ході Норвезької кампанії, що почалася незабаром, крейсер переважно брав участь у забезпеченні військових перевезень. 18 квітня, у взаємодії з іншими кораблями, він доставив до Ондальснес піхотну бригаду, 22-го — наземний персонал Королівських ВПС з необхідними матеріалами для спорудження аеродрому. Однак, незабаром англійцям довелося розпочати евакуацію власних контингентів. У ніч на 1 травня з Ондальснеса було вивезено 2200 чоловік. Походи до берегів Норвегії здійснювалися під постійною загрозою атак з боку німецької авіації, але «Аретьюзе» пощастило уникнути пошкоджень.
8 травня крейсер був переданий в розпорядження Норського військово-морського командування. 11 травня він супроводжував судна, що перевозили з Еймейдена в англійські порти золотий запас Голландії, два тижні опісля надавав вогневу підтримку відступаючим сухопутним військам в районі Кале, а пізніше брав участь в евакуації портів французького атлантичного узбережжя.
Крах та вихід Франції з війни загострили становище Британської імперії на Середземному морі. У відповідь англійці організували формування З'єднання «Н» для дій в Західному Середземномор'ї. 28 червня «Аретюза» під прапором командувача з'єднання — віцеадмірала Джеймса Сомервілля — прибула до Гібралтара. Окрім неї до складу з'єднання увійшли лінійний крейсер «Худ», лінкори «Велієнт» і «Резолюшн», авіаносець «Арк Ройял», легкий крейсер «Ентерпрайз» і 11 ескадрених міноносців.
Першою акцією гібралтарської ескадри стала сумно славетна операція «Катапульта» — удар по французькому флоту в Мерс-ель-Кебіре. 8—10 липня З'єднання «Н» здійснило бойовий похід до берегів Сардинії, а в перших числах серпня провело операцію «Харрі» з доставки винищувачів на Мальту.
Перебування на Середземному морі виявилося недовгим. Незабаром «Аретюза» повернулася на рідну верф в Чатемі, де з 17 серпня по 30 вересня на ній здійснювався ремонт. Після цього легкий крейсер знаходився в складі Флоту метрополії, брав участь в патрулюванні Фареро-ісландського проходу, прикривав атлантичні конвої — загалом, ніс непомітну, але дуже корисну службу. Між квітнем і червнем 1941 року на ньому розмістили дві установки реактивних снарядів UP і чотири автоматичних установки «ерлікон» (парами в районі другої труби і батареї зенітних гармат).
Тривожна звістка про вихід в море «Бісмарка» застала «Аретьюзу» в Скапа-Флоу, звідки пізно увечері 22 травня вона була направлена на підтримку крейсерам «Бірмінгем» і «Манчестер» у Фареро-ісландському проході. До розчарування екіпажів цих кораблів, німецьке з'єднання пройшло поза зоною їх патрулювання.

### Рейд на Мальту
Влітку 1941 року положення обложеної Мальти залишалося важким: оборона острову потребувала палива, боєприпасів і спорядженні. Користуючись відходом німецької авіації із Західного Середземномор'я, британське керівництво вирішило провести на острів довгоочікуваний конвой. До нього увійшло 7 транспортів, на якому знаходилося 5 000 солдатів і 50 тис. т різних вантажів. Судна вийшли з метрополії під охороною З'єднання «Х» віцеадмірала Сіфрета (лінкор «Нельсон», крейсери «Аретюза», «Единбург», «Манчестер», швидкохідний мінний загороджувач «Менксмен» і 8 есмінців). У Гібралтарі до них приєдналося З'єднання Н (лінійний крейсер «Рінаун», авіаносець «Арк Ройял», легкий крейсер «Герміоні», 8 есмінців). Командування операцією, що отримала кодове найменування «Сабстенс», прийняв адмірал Сомервілль.
21 липня конвой вийшов з Гібралтару, при цьому військове транспортне судно «Лейнстер» сів на мілину і був вимушений повернутися.

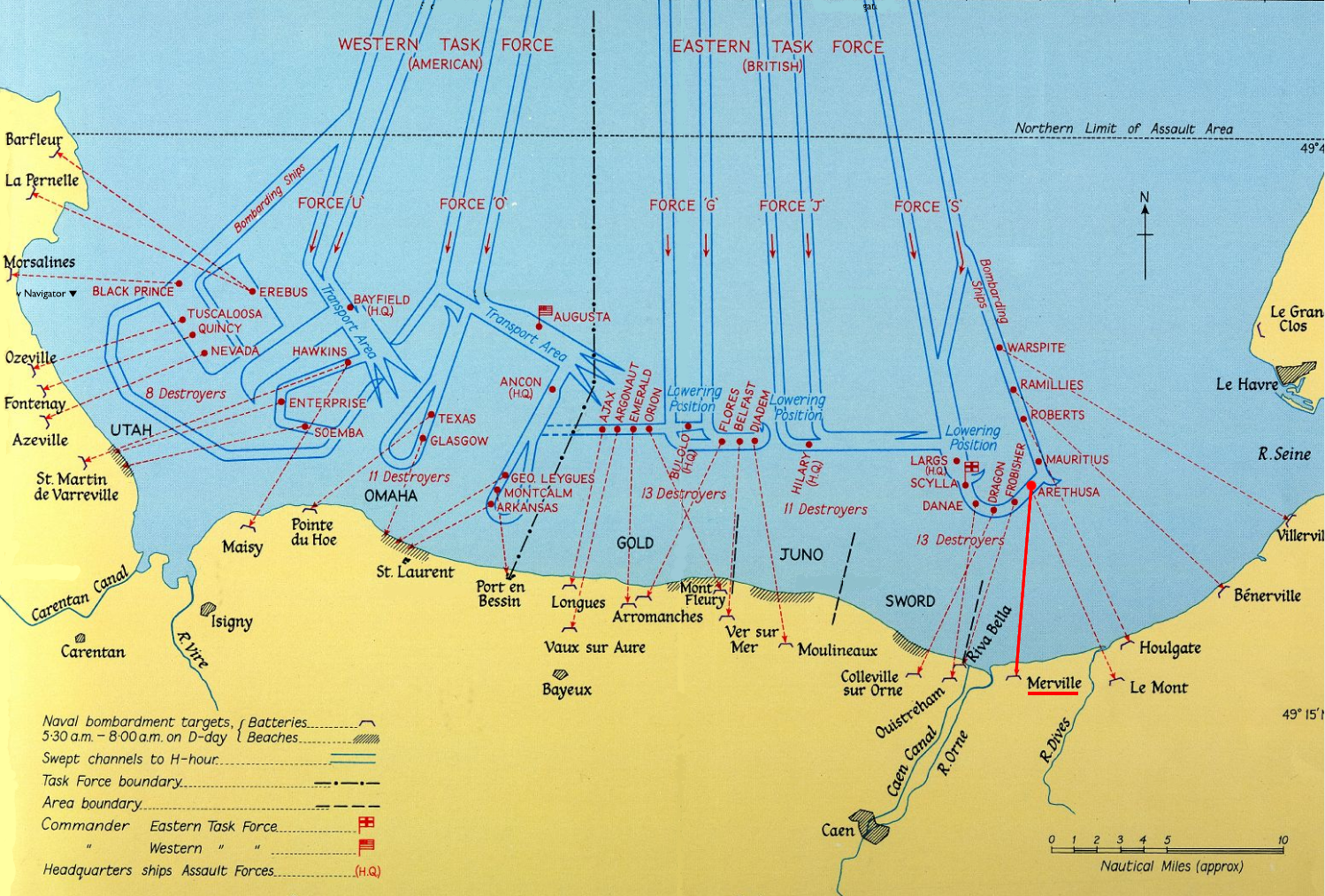
Артилерійська підтримка кораблями союзників висадки морського десанту на узбережжя Нормандії. Позиція легкого крейсера «Аретюза» в ході висадки десанту (на правому фланзі) позначена червоною крапкою. Операція «Нептун». 6 червня 1944.

Велике скупчення кораблів і суден не могло пройти непоміченим для італійських субмарин і літаків-розвідників. 23 липня в районі мису Бон конвой піддався нальотам італійських бомбардувальників. Загинув есмінець «Файрдрейк»; крейсер «Манчестер» і есмінець «Фірлесс» отримали пошкодження і повернулися до Гібралтару. Увечері з'єднання Сомервілла лягло на зворотний курс, а транспорт у супроводі крейсерів і есмінців Сіфрета продовжив свій путь до Мальти. Їм вдалося щасливо минути завісу з чотирьох італійських підводних човнів, але вранці з'явилися ворожі торпедні катери, які базувалися на острові Пантеллерія. Спільна атака MAS-532 та MAS-533 виявилася вдалою — попри всі зусилля ескорту, вони торпедували великий транспорт «Сідней Стар». Проте, судно залишилося на плаву, і незабаром пополудні караван у повному складі досяг Ла-Валетти. Поповнивши запаси палива, З'єднання «Х» вирушило в зворотному напрямку, прихопивши з собою сім порожніх транспортів. Італійські ВПС знову здійснили декілька атак, пошкодивши танкер «Хоуг Худ». Вранці 25 липня в районі мису Бон конвой був зустрінутий Сомервіллом і 27-го без втрат прибув до Гібралтару.
У цілому операція «Сабстенс» пройшла успішно, проте через посадку на мілину «Лейнстера» і пошкодження «Манчестера» понад 1700 чоловік — переважно пілоти і наземний авіаперсонал — так і не дісталися до Мальти. Було вирішено перекинути їх на борту «Аретьюзи», «Менксмена» та трьох есмінців (операція «Стайл»). Кораблі вийшли в морі 31 липня, прибули на острів 2 серпня, розвантажились та негайно повернулися назад. Жодна з семи ворожих підводних човнів, розгорнутих уздовж маршруту переходу, в атаку не виходила.
4 серпня «Аретюза» кинув якір у Гібралтарі, а пізніше пішов у метрополію.

### Операція «Анкліт»
Наступною помітною подією, в якій довелося брати участь крейсеру, став проведений під Різдво рейд на Лофотенські острови (операція «Анкліт»). «Аретюза» стала флагманським кораблем контр-адмірала Гамільтона — командувача З'єднанням «Z». До складу з'єднання також увійшли 6 ескадрених і ескортних міноносців («Сомалі», «Ашанті», «Бедуїн», «Ескімо», «Хвітленд», «Ламертон»), 2 корвети, 3 тральщики, 2 десантних корабля, 2 танкери, 2 допоміжних судна і буксир. У ніч на 26 грудня 1941 ця різноманітна армада підійшла до норвезького узбережжя. 260 командос, що висадилися на берег перерізали телеграфні кабелі, що йшли на острови. У селі Рейне десант заснував тимчасову базу для дій проти німецького прибережного судноплавства, проте незабаром почалися нальоти німецької авіації.
«Аретюза» отримала серйозні пошкодження від близьких розривів. Операцію довелося згорнути, і 28 грудня з'єднання повернулося до Скапа-Флоу.

### Середземне море (1942)
Ремонт крейсера проводився на рідній корабельні в Чатеме з 6 лютого по 9 квітня 1942. Цього разу було суттєво посилене зенітне озброєння; поодинокі 102-мм зенітки нарешті замінили на спарені Mk.XIX. Завершивши ремонт і подолав необхідний курс бойової підготовки, «Аретюза» здійснила тривалий перехід через всю Атлантику, повз мису Доброї Надії, через Індійський океан і Суецький канал і в травні прибула до Александрії. Там крейсер включили до складу 15-ї ескадри крейсерів Середземноморського флоту, яким командував славетний контр-адмірал Філіп Віан. 12 червня корабель вийшов в море для участі в проводці на Мальту конвою «Вігорес». Конвою довелося пробиратися до острова під безперервними атаками авіації противника, що діяла з аеродромів Криту і Киренаїки. Увечері 14 червня поступила інформація про вихід в море італійських лінкорів, після чого головком — адмірал Харвуд — наказав повертати назад. Удосвіта надійшов протилежний наказ — продовжити рух на захід, ще раз відмінений опісля три години. Це метання по «Бомбовій алеї» не могло залишитися безкарним. Німецькі бомбардувальники, підводні човни і торпедні катери потопили два транспорти, крейсер і три есмінці. До моменту повернення на базу на кораблях залишалося не більш за третину зенітного боєзапасу. На щастя для «Аретьюзи», вона відбулася лише осколковими пробоями.
У ніч на 13 серпня 1942 «Аретюза» і «Клеопатра» з чотирма есмінцями здійснили обстріл острова Родос під час однієї з диверсійних акцій, спрямованих на прикриття операції «П'єдестал». Конвої на Мальту зі сходу англійці не посилали до того часу, поки не була ліквідована небезпека з боку авіації противника, котра базувалася в Північній Африці. Такий момент настав тільки в листопаді 1942 року, коли сили держав Осі були скуті в Центральному і Західному Середземномор'ї.
17 листопада з Порт-Саїда вийшли 4 судна — конвой «Стоунейдж». Наступним ранком до них приєдналися 15-та ескадра крейсерів контр-адмірала А.Пауера («Аретюза», «Клеопатра», «Дідо», «Орайон») і 10 есмінців 12-ї і 14-ї флотилій. Відразу ж конвой був виявлений німецькою повітряною розвідкою. 18 листопада в 11:10 шість Ju-88 здійснили першу безплідну спробу атакувати, втративши при цьому один літак. Близько 16.00 над конвоєм пролетіла велика група транспортних Ju-52 у супроводі винищувачів, а через 40 хвилин крейсери відвернули на північ, щоб прикрити судна з найнебезпечнішого напрямку. З'єднання знаходилося північніше Дерни, дув північно-західний вітер силою 5 балів, місяць ховався в хмарах, періодично налітали дощові шквали, коли відбувся ще один наліт. За свідченням свідків, літаків було три, вони заходили в атаку послідовно, і в 18:05 торпеда другого уразила «Аретьюзу».
Торпеда ударила в лівий борт під кутом 170° (корабель здійснював поворот праворуч) у район другої башти головного калібру. Вибух 200-кг боєголовки зробив в борту пробоїну завдовжки 16 м, причому ударна хвиля пройшла через чотири палуби. Всі приміщення під нижньою палубою між 20-м і 61-м шпангоутами були затоплені. Обидві носові башти, а також внутрішній корабельний зв'язок вийшли з ладу. Крейсер отримав крен 15° на лівий борт, при цьому носова частина пішла у воду по клюзи. Пожежа, що спалахнула відразу в декількох місцях через паливо, що розлилося, бушувала понад 12 годин, лише до світанку самовідданими зусиллями екіпажу його вдалося загасити.
Попри шторм «Аретюза» рушила на схід 12-вузловим ходом у супроводі есмінця «Петард». Управління кораблем здійснювалося вручну з румпельного відділення. Наступного дня через загрозу поширення затоплень «Петард» почав буксувати «підранка» кормою вперед. Турбіни крейсера працювали на задній хід, але через 4 години їх довелося зупинити через перегрів підшипників. До півночі кораблі підійшли до Александрії, де на допомогу їм прийшли буксири «Респонд» і «Бріган». Увечері 21 листопада вони втягнули пошкоджену «Аретьюзу» в гавань.
Зі складу її екіпажу 1 офіцер і 155 матросів загинули, а 43 моряки отримали поранення (у тому числі і командир). Єдиною утіхою для англійців могло слугувати те, що це була, як сказав С.Роскилл, «остання втрата в особистому складі флоту, понесена їм в боротьбі за підтримку захисників Мальти».
Корабель вибув зі строю на довгих 18 місяців. Після проведених в січні 1943 року в Александрії відновлювальних робіт, 7 лютого він вийшов в море і попрямував в Чарльстон (Каліфорнія) для завершального ремонту з модернізацією зенітного озброєння. Роботи були завершені до 15 грудня 1943 року, після чого крейсер через Панамський канал пішов на батьківщину із заходом в Норфолк і на Бермуди. Після прибуття його направили до Чатему (за іншими даними — в Ширнесс), де з 24 січня по 6 квітня 1944 року він пройшов остаточне доукомплектовування. За цим прослідкували навчання, так що корабель ледве встиг здобути повноцінну боєготовність, коли в червні почалося вторгнення до Нормандії.

### Операція «Оверлорд»
Для участі в грандіозній операції «Оверлорд» (перша частина з висадки морського десанту — «Нептун») союзники виставили 1213 бойових кораблів і 4125 десантних суден. Для виконання завдання були створені два військово-морські з'єднання — Східне під командуванням британського контр-адмірала Віана і Західне під командуванням американського контр-адмірала Кірка. Першому належало висадити три британські дивізії на фронті близько 30 миль між р. Орн і невеликою гаванню Поран-Бессен. «Аретюза» була приписана до З'єднання вогневої підтримки «D» контр-адмірала У.Паттерсона, яке відповідало за артилерійську підтримку висадки 3-ї британської дивізії в Ліон-сюр-Мер на плацдармі «Сорд». До складу з'єднання входили також лінкори «Уоспайт» і «Ремілліс», монітор «Робертс», крейсери «Морішиес» (флагман), «Фробішнер», «Данае», «Драгон», і 13 ескадрених міноносців 23-ї флотилії.
Удосвіта 6 червня 1944 кораблі артилерійської підтримки пройшли протраленими фарватерами і, вставши на якорі поблизу французького берегу, відкрили вогонь. Як пише С.Роскилл, «такого потужного артилерійського удару з моря ніколи ще не завдавалося». Основною метою для «Аретьюзи» була 150-мм чотирьох-гарматна батарея в Мервілі, запасною — аналогічна батарея в Ле-Мона.
О 5:30 в атаку на з'єднання спрямувалися три німецькі міноносці (Т-28, «Меве» і «Фальке» зі складу 5-ї флотилії).
Попри щільний вогонь лінкорів і крейсерів ним вдалося потопити норвезького есмінця «Свеннер» і піти без втрат. Далекобійні берегові батареї також сконцентрували вогонь по кораблях артилерійської підтримки, змусивши «Уорспайт» змінити позицію. Протягом ранку «Аретюза» разом з «Морішесом» підтримувала вогнем парашутистів 6-ї повітряно-десантної дивізії, а потім діяла «за викликом». Внесок корабельної артилерії в успіх першого дня «Оверлорду» важко переоцінити. У донесенні командувача 7-ю німецькою армією вказувалося:
«Ми зазнали великих втрат на узбережжі через вогонь противника з моря».
16 червня «Аретьюзі» випала висока честь: на її борту король Георг VI здійснив поїздку з Портсмута в район вторгнення та назад. Другу половину 1944 роки крейсер знову провів у судноремонтної стінки (24 і 25 червня він отримав пошкодження від розривів авіабомб). У січні 1945 «Аретюза» вирушила до Східного Середземномор'я, де увійшла до складу 15-ї ескадри крейсерів контр-адмірала Менсфілда. Основним завданням з'єднання стало супровід конвоїв з вантажами в грецькі порти — тут британські і підтримувані ними грецькі війська боролися з повстанцями національно-визвольної армії.

### Після війни
Післявоєнна кар'єра «Аретьюзи» тривала недовго. Корабель вичерпав запас водотоннажності для подальших модернізацій, крім цього, сама концепція «флотського» крейсера з шестидюймовою неуніверсальною артилерією повністю застаріла. У складі британських ВМС залишилось чимало сучасніших крейсерів типа «Дідо» з універсальним 133-мм головним калібром, а утримувати великий флот країні з підірваною війною економікою було вже не під силу. У листопаді того ж року «Аретюза» була виведена до резерву в Ширнессе, потім провела чотири місяці в Чатеме в резерві категорії «В». 1949 року вона використовувалася як навчальний та експериментальний корабель, але незабаром була виключена зі списків флоту і продана на металобрухт.
9 травня 1950 року крейсер прибув до Ньюпорта для розбирання, яке завершилося в серпні.